# Grecja na Letnich Igrzyskach Olimpijskich 1904
Grecję na Letnich Igrzyskach Olimpijskich 1904 reprezentowało 14 zawodników, wyłącznie mężczyzn. 

## Zdobyte medale
| Medal | Zawodnik            | Dyscyplina           | Konkurencja  |
| ----- | ------------------- | -------------------- | ------------ |
| Złoto | Periklis Kakusis    | Podnoszenie ciężarów | oburącz      |
| Brąz  | Nikolaos Jeorgandas | Lekkoatletyka        | rzut dyskiem |

## Skład kadry

### Lekkoatletyka
Mężczyźni
Konkurencje biegowe
| Konkurencja | Zawodnik             | Finał             | Finał             |
| Konkurencja | Zawodnik             | Wynik             | Miejsce           |
| ----------- | -------------------- | ----------------- | ----------------- |
| maraton     | Dimitrios Veloulis   | b.d               | 5.                |
| maraton     | Khristos Zekhouritis | b.d               | 10.               |
| maraton     | Andrew Oikonomou     | b.d               | 14.               |
| maraton     | Georgios Vamkaitis   | Nie ukończyłbiegu | Nie ukończyłbiegu |
| maraton     | Kharilaos Giannakas  | Nie ukończyłbiegu | Nie ukończyłbiegu |
| maraton     | Georgios Drosos      | Nie ukończyłbiegu | Nie ukończyłbiegu |
| maraton     | Georgios Louridas    | Nie ukończyłbiegu | Nie ukończyłbiegu |
| maraton     | Ioannis Loungitsas   | Nie ukończyłbiegu | Nie ukończyłbiegu |
| maraton     | Petros Pipilis       | Nie ukończyłbiegu | Nie ukończyłbiegu |

Konkurencje techniczne
| Zawodnik            | Konkurencja    | Finał           | Finał           |
| Zawodnik            | Konkurencja    | Wynik           | Miejsce         |
| ------------------- | -------------- | --------------- | --------------- |
| Nikolaos Jeorgandas | rzut dyskiem   | 37,68           | brąz            |
| Nikolaos Jeorgandas | pchnięcie kulą | Dyskwalifikacja | Dyskwalifikacja |

### Podnoszenie ciężarów
| Zawodnik         | Konkurencja | Rwanie | Rwanie  | Podrzut | Podrzut | Razem     | Pozycja |
| Zawodnik         | Konkurencja | Wynik  | Pozycja | Wynik   | Pozycja | Razem     | Pozycja |
| ---------------- | ----------- | ------ | ------- | ------- | ------- | --------- | ------- |
| Periklis Kakusis | oburącz     | b.d    | b.d     | b.d     | b.d     | 111,70 kg | złoto   |

### Przeciąganie liny
| Zawodnik                                                                                              | Ćwierćfinał           | Półfinał         | Finał            | Miejsce |
| Zawodnik                                                                                              | Przeciwnik Wynik      | Przeciwnik Wynik | Przeciwnik Wynik | Miejsce |
| --- | --------------------- | ---------------- | ---------------- | ------- |
| Dimitrios Dimitrakopulos Nikolaos Jeorgandas Anastasios Jeorgopulos Periklis Kakusis Wasilios Metalos | Stany Zjednoczone · P | Nie awansowali   | Nie awansowali   | 5.      |